# Sataria unicolor
Sataria unicolor is een hooiwagen uit de familie Sclerosomatidae.